# Soleau Software
Soleau Software was een ontwikkelaar van computerspellen met als thuisbasis New York, Verenigde Staten. In totaal ontwikkelden en gaven ze 57 MS-DOS spellen uit. Hun laatst ontwikkelde spel, Hard Hat Harry, werd in 2003 uitgegeven. In 2021 zette ze hun website 'op zwart', met een simpel bedankje voor de afgelopen 30 jaar. 

## Selectie als ontwikkelaar
| Titel | Genre               | Jaar          | Opmerking                                                       |
| ----- | ------------------- | ------------- | --------------------------------------------------------------- |
| 1990  | Battle for Atlantis | Simulatiespel | In de Verenigde Staten een jaar later uitgegeven als Isle Wars. |
| 1992  | Bolo Ball           | Puzzelspel    |                                                                 |
| 1993  | Ant Run             | Puzzelspel    |                                                                 |
| 1994  | Rock Man            | Puzzelspel    |                                                                 |
| 1995  | Dotso               | Strategiespel |                                                                 |
| 1997  | Runes               | Puzzelspel    |                                                                 |
| 1999  | Bingo Master        | Simulatiespel |                                                                 |
| 2001  | Jungle Jean         | Puzzelspel    |                                                                 |
| 2003  | Hard Hat Harry      | Puzzelspel    |                                                                 |